# Février 1972

## Évènements
- Égypte : Sadate se tourne vers les États-Unis.
- L’IRA provisoire commence à organiser des actions en Angleterre.
- Février - mars : élections législatives en Papouasie-Nouvelle-Guinée. Formation d’un gouvernement central papou par Michael Somare[1].

- 2 février : le Musée national des arts et traditions populaires ouvre ses portes à Paris.
- 3 au 9 février : Blizzard de 1972 en Iran faisant environ 4 000 morts, un record mondial ;
- 6 février : le général Guillermo Rodríguez Lara devient président en Équateur (fin en 1976).
  - Le dirigeant populiste Assad Bucaram est en passe de remporter les élections, quand l’armée s’empare du pouvoir et le confie au général nationaliste et progressiste Rodríguez Lara. Il fait adhérer l’Équateur à l’OPEP et contrôle les compagnies pétrolières étrangères opérant dans le pays grâce à la création de la Corporation étatique pétrolière équatorienne (CEPE). Mais le boom pétrolier ne profite pas à tous les Équatoriens et les écarts sociaux se creusent. Le gouvernement, qui se veut « révolutionnaire, nationaliste, social-humaniste et pour un développement autonome » ne lance qu’une réforme agraire modeste.

- 20 février : les militaires doivent recourir à la fraude lors de l’élection présidentielle au Salvador pour empêcher l’arrivée au pouvoir d’une coalition d’opposition conduite par de démocrate-chrétien José Napoleón Duarte. Le Colonel Arturo Armando Molina prend le pouvoir. Les élections législatives (1974, 1976) et présidentielle (1977) qui suivent ne sont que des parodies qui discréditent tout le processus électoral.

- 21 - 28 février [2]: visite historique du président américain Richard Nixon en Chine où il rencontre Mao Zedong. Dans un communiqué publié à Shanghai, les deux pays constatent qu’ils ont des objectifs stratégiques communs face à l’Union soviétique.

- 22 février : 
  - Coup d'État de 1972 au Qatar
  - tentative de putsch menée par Ange Diawara en République populaire du Congo.

- 25 février, France : assassinat de Pierre Overney à la sortie de l'usine Renault de Billancourt.

- 27 février : accord de réconciliation nationale avec le Sud, au Soudan. Constitution d’un régime d’autonomie pour les régions chrétiennes et animistes du sud qui met fin à la guerre civile.

## Naissances
- 5 février : Régis Juanico, personnalité politique française.
- 7 février : Amon Tobin, DJ et compositeur brésilien.
- 12 février : Owen Nolan, joueur de hockey.
- 17 février : 
  - Billie Joe Armstrong, chanteur et guitariste américain du groupe Green Day.
  - Philippe Candeloro, patineur artistique français.
  - Taylor Hawkins, batteur américain du groupe Foo Fighters († 25 mars 2022).
  - Valeria Mazza, top model argentine.
- 20 février : Cristina Sánchez, matador espagnol.
- 22 février : 
  - Rolando Villazón, chanteur d'opéra (ténor) mexicain.
  - Ben Sasse, sénateur des États-Unis pour le Nebraska depuis 2015.
- 29 février : 
  - Antonio Sabato, acteur américain.
  - Philippe Cura, acteur français.
  - Géraldine Maillet, romancière, réalisatrice, scénariste française, chroniqueuse de télévision et ancien mannequin.
  - Pedro Sánchez, home d'État espagnol, président du gouvernement d'Espagne depuis 2018.
  - José de la Línea, guitariste de flamenco franco-espagnol.

## Décès
- 2 février : Natalie Clifford Barney, femme de lettres américaine (° 31 octobre 1875).
- 19 février : Lee Morgan, trompettiste de jazz américain (° 10 juillet 1938).
- 20 février : Maria Goeppert-Mayer, physicienne américaine (°1906).
- 21 février :
  - Bronislava Nijinska, danseuse et chorégraphe russe (° 1891).
  - Eugène Tisserant, orientaliste et cardinal français (° 24 mars 1884).
- 25 février : Pierre Overney, militant maoïste.*
- 29 février : Concha de Albornoz, intellectuelle féministe exilée à la suite de la guerre d'Espagne (° 29 avril 1900).